# I Belong to You (песня Muse)
«I Belong to You» (в надписи на обложке диска «I Belong to You (+ Mon coeur s’ouvre à ta voix)») — песня британской рок-группы Muse из пятого альбома The Resistance. Песня стала саундтреком к фильму «Сумерки. Сага. Новолуние».

## Релиз
Несмотря на то, что песня не выпущена синглом, она приобрела большую популярность благодаря её включению в «Новолуние», вслед за «Supermassive Black Hole», ставшей необыкновенно популярной в качестве саундтрека к первому фильму из вампирской саги, «Сумеркам». Ну, если быть до конца точными, то в «Новолуние» попал ремикс песни, в котором был удалён отрывок французской оперы, а фортепианное вступление и дальнейшая партия были заменены аналогичными гитарными. Окончательная версия песни из саундтрека получила название «I Belong to You (New Moon Remix)».

## Детали
Песня содержит две строфы на французском языке из оперы Камиля Сен-Санса «Самсон и Далила». Мэтт Беллами исполнил часть арии Далилы из второго акта оперы, где она пытается соблазнить Самсона и узнать его секрет.